# مارك بورغس
مارك بورغس (بالإنجليزية: Mark Burgess)‏ هو لاعب كرة قدم نيوزلندي، ولد في 17 يوليو 1944 في أوكلاند في نيوزيلندا. شارك مع منتخب نيوزيلندا تحت 23 سنة لكرة القدم ومنتخب نيوزيلندا الوطني للكريكت. أما مع النوادي، فقد لعب مع فريق أوكلاند للكريكت ‏.

## وصلات خارجية
- مارك بورغس على موقع إي آس بي آن كريك إنفو (الإنجليزية)